# Spike (компанія)
Spike (яп. スパイク) — японський розробник та видавець відеоігор. Більшість співробітників були частиною Human Entertainment. Серія Human Fire Pro Wrestling була придбана компанією Spike після припинення діяльності Human. У квітні 2012 року об'єдналася з компанією Chunsoft в Spike Chunsoft.

## Історія
Spike була заснована в грудні 1989 року як Mizuki Ltd. (яп. 有限会社みずき, Yūgen-gaisha Mizuki). Її назву було змінено на Mizuki Co., Ltd. (яп. 株式会社みずき, Kabushiki-gaisha Mizuki) 18 жовтня 1991 а потім до Spike Co., Ltd. у квітні 1997 року. Spike продала свій видавничий бізнес компанії "Aspect" у березні 1999 р., а Spike була придбана Sammy у квітні. Spike заснувала дочірню компанію з розробки ігор Vaill (ヴァイル株式会社) яка складалася з колишніх співробітників Human у листопаді 1999 року, і врешті-решт він був знову поглинений у Spike в липні 2001 року. У 2005 році Spike була придбана Dwango. У 2012 році він об'єднався зі своєю дочірньою компанією Chunsoft і став Spike Chunsoft. На момент об'єднання розроблялися дві ігри: Conception: Ore no Kodomo o Undekure! та Danganronpa 2: Goodbye Despair.

## Розроблені ігри
| Назва                                 | Видавець           | Платформи            | Дата виходу       |
| ------------------------------------- | ------------------ | -------------------- | ----------------- |
| Yuuyami Doori Tankentai               | Spike              | PlayStation          | 7 жовтня 1999     |
| Super Fire Pro Wrestling CB           | Spike              | PlayStation          | березня 2000      |
| Fire Pro Wrestling A                  | Spike              | Game Boy Advance     | 21 березня 2001   |
| Crimson Tears                         | Capcom             | PlayStation 2        | 22 квітня 2004    |
| King of Colosseum II                  | Spike              | PlayStation 2        | 9 вересня 2004    |
| Dragon Ball Z: Budokai Tenkaichi      | Bandai             | PlayStation 2        | 6 жовтня 2005     |
| LifeSigns: Surgical Unit              | Spike              | Nintendo DS          | 20 жовтня 2005    |
| Fire Heroes                           | 505 Games          | PlayStation 2        | 16 листопада 2005 |
| Dragon Ball Z: Budokai Tenkaichi 2    | Bandai             | PlayStation 2        | 5 жовтня 2006     |
| Dragon Ball Z: Budokai Tenkaichi 2    | Bandai             | Wii                  | 19 листопада 2006 |
| Necro-Nesia                           | Spike              | Wii                  | 2 грудня 2006     |
| Elvandia Story                        | Spike              | PlayStation 2        | 26 квітня 2007    |
| Dragon Ball Z: Budokai Tenkaichi 3    | Bandai             | PlayStation 2        | 4 жовтня 2007     |
| Dragon Ball Z: Budokai Tenkaichi 3    | Bandai             | Wii                  | 4 жовтня 2007     |
| Dragon Ball: Raging Blast             | Namco Bandai Games | PlayStation 3        | 9 листопада 2009  |
| Dragon Ball: Raging Blast             | Namco Bandai Games | Xbox 360             | 9 листопада 2009  |
| Dragon Ball Z: Tenkaichi Tag Team     | Namco Bandai Games | PlayStation Portable | 30 вересня 2010   |
| Dragon Ball: Raging Blast 2           | Namco Bandai Games | PlayStation 3        | 2 листопада 2010  |
| Dragon Ball: Raging Blast 2           | Namco Bandai Games | Xbox 360             | 2 листопада 2010  |
| Danganronpa: Trigger Happy Havoc      | Spike              | PlayStation Portable | 25 листопада 2010 |
| Dragon Ball Z: Ultimate Tenkaichi     | Namco Bandai Games | PlayStation 3        | 25 жовтня 2011    |
| Dragon Ball Z: Ultimate Tenkaichi     | Namco Bandai Games | Xbox 360             | 25 жовтня 2011    |
| Conception: Ore no Kodomo o Undekure! | Spike Chunsoft     | PlayStation Portable | 26 квітня 2012    |
| Danganronpa 2: Goodbye Despair        | Spike Chunsoft     | PlayStation Portable | 26 липня 2012     |

## Ігри видані в Японії
- Astro Tripper
- BioShock
- Call of Duty 3
- Conflict: Denied Ops (Double Clutch в Японії)
- Dead Island
- Dragon Age: Origins
- Fushigi no Dungeon: Fūrai no Shiren 3: Karakuri Yashiki no Nemuri Hime (PSP версія)
- Formation Soccer 2002
- Fushigi no Dungeon: Fūrai no Shiren 4: Kami no Me to Akuma no Heso
- Gachitora!: Abarenbou Kyoushi in High School
- Greed Corp
- Haze
- Homefront
- Kane & Lynch: Dead Men
- Kenka Bancho
- Kenka Bancho 2: Full Throttle
- Kenka Bancho 3: Zenkoku Seiha (Kenka Bancho: Badass Rumble в Північній Америці)
- Kenka Bancho 4: Ichinen Sensō
- Kenka Bancho 5: Otoko no Rule
- MadWorld
- Metro 2033
- Midnight Club: Los Angeles
- Red Faction: Guerrilla
- Sacred 2: Fallen Angel
- Samurai Western
- The Darkness
- Tomb Raider: Legend
- Tomb Raider: Anniversary
- Tomb Raider: Underworld
- True Crime: New York City
- Urban Chaos: Riot Response
- Wanted: Weapons of Fate
- Way of the Samurai
- Way of the Samurai 2
- Way of the Samurai 3
- Way of the Samurai 4
- 999: Nine Hours, Nine Persons, Nine Doors